# Fall Riedel-Guala
Der Arzt Max Paul Theodor Riedel (1892–1955) und seine Geliebte, die Musikerin Antonia Guala, wurden 1926 in Burgdorf BE wegen Giftmords an Riedels Ehefrau mittels Arsenik zu zwanzig Jahren Gefängnis verurteilt. Nach fünf Jahren Haft wurden 1931 beide freigesprochen und für das Fehlurteil entschädigt. Der Fall ging international durch die Presse, galt als Paradefall dafür, wie leicht ein Suizid für einen Mord gehalten werden kann, und bot Stoff für literarische Werke.

## Verurteilung
Nach der Versöhnung der getrennten Ehegatten traf die verlassene Geliebte krank und um Unterkunft bittend bei Riedel in Langnau im Emmental ein. Aus Tagen wurden Wochen, und Frau Riedel erkrankte an einer Magenverstimmung, nachdem ihr Mann unerwartet spät von einem Krankenbesuch nach Hause gekehrt war. Sie hatte 3,5 Deziliter Fowlersche Lösung getrunken. Die Beschwerden nahmen wieder ab, ehe sie zum Tod von Frau Riedel führten. Herr Riedel schlug seiner Frau eine Magenspülung vor, die sie ablehnte. Er zog seinen Arztkollegen Fonio hinzu, der später zu seinem Ankläger wurde. Bei der Sektion stellte einerseits Professor Howald eine Nephritis, andererseits Professor Schönbauer viel Arsenik in den Exkrementen fest. Darauf wurden der Arzt Max Riedel und seine Geliebte Antonia Guala ohne Verhör verhaftet und am 28. Juli 1926 durch einen Geschworenenprozess wegen Mordes zu je 20 Jahren Haft verurteilt.

## Zweifel
Riedel wurde beschuldigt, er habe seine Frau ohne Antidot sterben lassen. Bei der Revision stand in Frage, ob das Arsen in einer einzelnen oder mehreren Dosen eingenommen worden war; mehrere Dosen würden einen Suizid ausschliessen. Entgegen Schönbauer vertraten die Mediziner Emil Bürgi und François Naville die These der einmaligen Dosis, was „auf Selbstmord hinwies und die nachfolgende scheinbare Erholung mit anschliessender tödlicher Nephritis erklärte“. Der ETHZ-Student Albert Coenca sagte in einer Zuschrift aus, dass Frau Riedel, als er 1925 mit ihr während ihrer Trennung in einer Zürcher Pension wohnte, arsenhaltige Mittel wie das anorganische Eisenpräparat Blaudsche Pillen und die Fowlersche Lösung als Kräftigungsmittel, zur Schönheitspflege und zur Empfängnisverhütung eingenommen hatte. Das Arsen, das nur langsam ausgeschieden wird und sich in Haaren, Nägeln und Knochen speichert, habe vielleicht ihr dauerndes Kopfweh erklären können; auch die Psychiater Édouard Claparède und Walter Morgenthaler „sahen im Wiedereinsetzen des Lebenswillens der Patientin nach den ersten Tagen keinen Ausschluss der Suizidmöglichkeit“.
Bei der ersten Sektion war der Mageninhalt ausgeschüttet worden, ohne untersucht worden zu sein, worauf die Verteidigung hinwies: kein Arzt hätte dazumal noch einen Arsenikmord begangen, weil das Metall noch Jahrzehnte danach nachweisbar sei. Zudem wurde vergessen, die Flasche mit der Fowlerschen Lösung auf Fingerabdrücke hin zu untersuchen.
Max Riedels Anwalt Fritz Roth veröffentlichte 1929 im Orell Füssli Verlag das Buch Ein Justizirrtum? Der Giftmordprozeß Riedel–Guala, das aus Dokumenten für seine Revision bestand. Dabei holte Roth zu einer allgemeinen Kritik am Geschworenengerichtsverfahren aus und beanstandete besonders die Geheimhaltung der Voruntersuchung, die bezweckt habe, dass sich die Verdächtigen, ohne sich verteidigen zu können, in Widersprüche verwickeln. Er wies dabei dem bernischen Untersuchungsrichter Gerber viele juristisch unzulässige Suggestivfragen nach. Ferner sei von den Geschworenen unüblicherweise nicht gefordert worden, dass sie ihren Entscheid begründen; und die Schwurgerichtsverhandlungen seien nicht protokolliert worden, „so dass die Revisoren auf die Tagespresse angewiesen waren“.

## Revision
Nach fünf Jahren Haft erwirkten die Verurteilten eine Wiederaufnahme des Prozesses, bei dem Max Riedel von Fritz Roth und Antonia Guala von Wladimir Rosenbaum verteidigt wurde. Unter anderem nahm Verteidiger Roth den Kriminalpsychologen Walther Kröner in Anspruch, der anhand Frau Riedels Tagebuch eine Suizidanfälligkeit nachweisen zu können glaubte: sie habe „unbewussten Wunsch Suizid begangen, um ihrem Mann und seiner Geliebten ‚ein Bein zu stellen‘“. Er veranstaltete im Beisein von Psychiater Eugen Bleuler eine „telepathische Sitzung“ mit der Parapsychologin Elsbeth Günther-Geffers, welche die Geschworenen von der Suizidhypothese überzeugen konnte.
Das Schwurgericht sprach im Dezember 1931 beide von der Mordanklage frei. Nach Verlassen des Gefängnisses im selben Jahr heirateten Riedel und Guala. Er wurde mit 51’000 und Guala mit 28’000 Schweizer Franken entschädigt, und beide wurden vom Gericht für unschuldig erklärt.

## Rezeption
Der Schriftsteller Ernst Toller verarbeitete den Fall 1932 in seinem fünfaktigen Schauspiel Die blinde Göttin, und Hans Mühlethaler 1978 in seinem Roman Die Fowlersche Lösung, ebenso der Schriftsteller Peter Beutler 2021 in Langnauer Gift.